# Jeremy van Horebeek
Jeremy van Horebeek   (Braine-l'Alleud, 28 de novembre de 1989) és un pilot de motocròs belga. Al llarg de la seva carrera, ha aconseguit un subcampionat del món, dues victòries en Grans Premis, quatre Campionats de Bèlgica, dos d'Itàlia i un de França, a més d'haver integrat la selecció belga que va guanyar el Motocross des Nations el 2013.

## Trajectòria esportiva
Anomenat familiarment The Jerre, Van Horebeek va debutar al mundial de MX2 el 2007, l'any en què guanyà el seu primer campionat de Bèlgica en aquesta categoria. El 2009 va guanyar el seu primer i únic Gran Premi de MX2, el de Catalunya, celebrat al circuit de Bellpuig. Jeremy van Horebeek va competir a la classe MX2 per a KTM fins al 2013, tret del 2010 en què va pilotar per a Kawasaki. El seu millor resultat a la categoria menor del mundial fou el tercer lloc final el 2012, per darrere del seu company d'equip Jeffrey Herlings i de Tommy Searle.
El 2013, Van Horebeek va passar a la classe MX1 (anomenada MXGP d'ençà del 2014), la "classe reina" del motocròs. Aquell any va competir amb el Kawasaki Racing Team i, després d'aconseguir alguns podis, va acabar en setena posició final al mundial. El 2014 va passar al Yamaha Factory Racing Team i va acabar la temporada com a Subcampió del món (per darrere d'Antonio Cairoli) després d'haver fet algun podi i haver guanyat el seu primer Gran Premi de la categoria, el de la República Txeca, a Loket.
El 2018, Jeremy van Horebeek va deixar l'equip de fàbrica de Yamaha i, de cara al 2019, va entrar a l'equip francès SR Honda Motoblouz.

## Palmarès al mundial de motocròs
A 9 de novembre de 2020
Font:
| Any  | Motocicleta | MX1  | MX2 |
| ---- | ----------- | ---- | --- |
| 2007 | KTM         | -    | 16è |
| 2008 | KTM         | -    | 8è  |
| 2009 | KTM         | -    | 11è |
| 2010 | Kawasaki    | -    | 9è  |
| 2011 | KTM         | -    | 17è |
| 2012 | KTM         | -    | 3r  |
| 2013 | Kawasaki    | 7è   | -   |
|      |             | MXGP | MX2 |
| 2014 | Yamaha      | 2n   | -   |
| 2015 | Yamaha      | 5è   | -   |
| 2016 | Yamaha      | 6è   | -   |
| 2017 | Yamaha      | 7è   | -   |
| 2018 | Yamaha      | 9è   | -   |
| 2019 | Honda       | 8è   | -   |
| 2020 | Honda       | 9è   | -   |